# Kurs auf die Ehe
Kurs auf die Ehe (Originaltitel: Kire lained; Alternativtitel: Wellen der Leidenschaft) ist ein deutsch-estnischer Stummfilm aus dem Jahr 1930.

## Film
Die erste deutsch-estnische Koproduktion hatte am 10. Oktober 1930 im Tallinner Kino Rekord Premiere. Die Erstaufführung in Deutschland fand am 17. Oktober 1930 statt. Der Film ist heute noch erhalten.
Regisseur war der russische Schauspieler und Filmemacher Wladimir Gaidarow (1893–1976), der auch eine der Hauptrollen spielte. Es war die erste Regiearbeit Gaidarows, der bereits seit 1917 als international erfolgreicher Schauspieler gearbeitet hatte und seit 1920 in Deutschland lebte. Das Drehbuch stammte von dem deutschen Autor und Regisseur Max W. Kimmich (1893–1980). Besonders die Leistung des estnischen Schauspielers Hugo Laur (1893–1977) wurde von den Feuilletonisten positiv hervorgehoben.
Der Abenteuerfilm wurde im Sommer 1930 in Estland gedreht. Drehorte war vor allem die Gegend um Loksa, Võsu und Käsmu an der estnischen Nordküste. Die Atelierarbeiten fanden in Berlin statt. An der Produktion war auch der estnische Grenzschutz beteiligt. Die im Park des Schlosses von Tallinn-Maarjamäe vor einem kleinen Gartenleuchtturm gedrehte Kussszene ging in die estnische Filmgeschichte ein.
Der Film selbst wird von zeitgenössischen Kritikern eher als „international“ denn als „estnisch“ beschrieben.

## Handlung
Thema des Films war der zu jener Zeit florierende Alkoholschmuggel über die Ostsee zwischen Estland und dem Nachbarn Finnland, in dem die Prohibition herrschte. Daneben stehen auch feurige Liebesbeziehungen im Mittelpunkt des Films.